# 웃는 날 좋은 날
웃는 날 좋은 날은 2000년 4월 19일부터 2000년 10월 25일까지 MBC에서 매주 수요일 저녁 7시 30분에 방송 되었던 코미디 프로그램인데 홍기훈 정선희 김효진 정성호 이윤석 김진수 등 기성 개그맨과 고명환 조훈성 등 신인 개그맨이 조화를 이뤘으나 전작 여기는 코미디본부와 다를 게 없다는 지적을 사  기대 이하의 성적에 그쳐 2000년 가을개편으로 프로그램이 폐지됐다.

## 역대 출연자
- 김진수
- 고명환
- 정선희
- 김효진
- 정성호
- 조훈성
- 문천식
- 박희진
- 조혜련
- 서경석
- 김성은
- 서춘화
- 전영미
- 임종국
- 이경실
- 홍기훈
- 이윤석
- 이재포

## < 웃는 날 좋은 날을 구성하는 코너 >

### 천검지검
'강호무정'에 이어 새롭게 바람을 일으킬 무협 코너, '천검지검'!!!
김진수, 정성호, 고명환이 서로 다른 환경에서 성장한 쌍둥이 형제로 등장해 '악'의 무공과 '선'의 무공으로 대결하게 된다는 흥미진진한 내용으로 전개될 예정이다. 더구나 새롭게 짝지어진 김진수, 정선희 커플과 고명환, 김효진 커플의 연기 대결도 흥미를 더해갈 것이다.
- 출연: 김진수, 고명환, 정선희, 김효진, 정성호, 조훈성, 문천식, 박희진 등

### 돌아온 울엄마
다시 돌아온 '울엄마'!!!
예전에 오늘은 좋은날에 출연했던 연기자가 그대로, '돌아온 울엄마'를 위해 다시 모였다. 출연자와 설정은 그대로, 그러나 재미는 예전의 2배로 증가시킨 '돌아온 울엄마'
모두가 춥고 배고팠지만, 생각해보면 그리운 그 시절 이야기를 엄마의 따뜻한 사랑에 초점을 맞춰 감동적으로 보여줄 것이다.
- 출연 : 조혜련, 서경석, 김진수, 김효진, 정성호, 김성은, 서춘화, 전영미, 임종국 등

### 벽오동 심은 뜻은
조선 말엽, 전통사상이 무너지고 개화사상에 의해 여성들이 여성해방운동을 부르짖을 때, 삼엄한 감시속에 비밀리에 열렸을 여성전용서당을 표현한 여장 코미디입니다.
이경실이 맏언니로 이야기를 이끌고, 홍기훈, 이윤석, 문천식 등이 여장으로 변장하여 재미있게 이끌어나갈 코너이죠.
- 출연 : 이경실, 홍기훈, 정성호, 이윤석, 문천식 등

### 뜨거워서 싫어요
신혼부부 코미디입니다. 정선희,고명환이 호흡을 맞추면서 신호부부의 닭살스런 상황을 연기할 예정입니다.
이 코너는 두 사람의 닭살스런 연기 뿐 아니라, 주위 사람들이 이 두사람을 보고 나타내는 반응도 잘 보시면 더욱 재미를 느낄수가 있습니다!!!
- 출연 : 정선희, 고명환, 정성호 등

### 동궁일기
동궁은 무예와 글 중에서 무엇을 선택하게 될 것인가? 꽁트 코미디의 진수를 보여주는 코너, '동궁일기'!!!
- 출연 : 이재포, 홍기훈, 고명환, 정성호, 문천식 등